# Plaza de la Revolución (municipio)
Plaza de la Revolución es uno de los principales municipios de La Habana, capital de la República de Cuba. 
En él reside la mayor parte de las instituciones gubernamentales que gobiernan el país, muchos de los ministerios, gran parte de los sitios culturales y los lugares más céntricos de la ciudad.
Igualmente, posee los importantes repartos de El Vedado y Nuevo Vedado, que solían ser los barrios más aristocráticos y elitistas de la capital durante el primer tercio del siglo XX.
Posee una extensión territorial aproximada de 12 km² y un estimado de 144,190 habitantes en 2017.